# هیروفومی مورییاسو

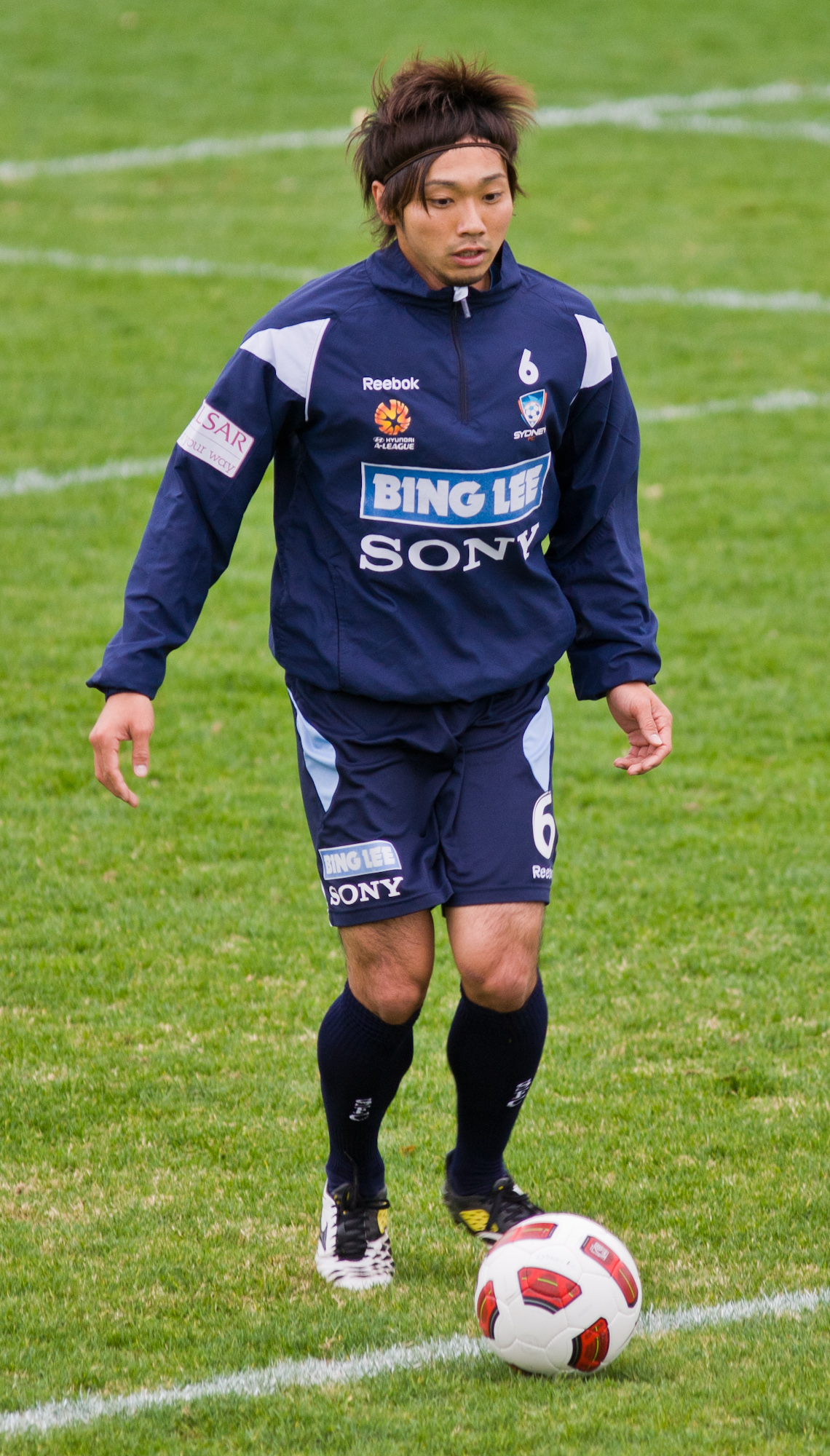
هیروفومی مورییاسو در سال ۲۰۱۰

هیروفومی مورییاسو (ژاپنی: 森安 洋文؛ زادهٔ ۲۳ آوریل ۱۹۸۵) یک بازیکن فوتبال اهل ژاپن است.
از باشگاه‌هایی که در آن بازی کرده‌است می‌توان به باشگاه فوتبال گیفو اشاره کرد.